# Габонская демократическая партия
Габонская демократическая партия (фр. Parti Démocratique Gabonais, PDG) — политическая партия в Габоне. Была правящей и доминирующей политической партией Габона с 1961 по 2023 год. С 1968 по 1990 год была единственной легальной партией в существовавшей однопартийной системе Габона. Свергнута после президентских выборов 2023 года в результате военного переворота.

## История
Партия была основана как Габонский демократический блок (фр. Bloc Démocratique Gabonais, BDG) в 1953 году в результате объединения Габонского смешанного комитета и бывшей Габонской демократической партии. В ходе выборов в Габонское территориальное собрание в 1957 году получила 7 мест местного парламента. Хотя Габонский демократический и социальный союз получил при этом 14 мест, BDG удалось сформировать коалиционное правительство вместе со списком Разрядка-Защита габонских интересов и 5 независимыми депутатами.
Габонский демократический блок и Габонский демократический и социальный союз образовали альянс Национальный союз на выборах 1961 года, который победил на беальтернативных выборах. При этом единственный кандидат на президентских выборах Леон Мба лидер BDG стал президентом. На парламентских выборах 1964 года партии выступали отдельно и BDG получил 31 из 47 мест.
На выборах 1967 года BDG была единственной партией. Её лидер Леон Мба стал президентом. После его смерти в том же году президентом и лидером партии стал Омар Бонго. В 1968 году партия стала называться Габонская демократическая партия и стала единственной разрешённой партией Габона. Официальной доктриной провозглашался «демократический контролируемый прогрессивизм», поощряющий развитие капиталистических отношений.
В 1990 году в страну вернулась многопартийная система. На выборах 1990 года Габонская демократическая партия получила 63 из 120 мест Национального собрания. Она сохраняла большинство и все последующие годы. После смерти находившегося у власти в течение 41 года Омара Бонго в 2009 году после значительных внутрипартийных разногласий лидером партии и президентом стал его сын Али Бонго Ондимба.
Партия остаётся доминирующей партией Габонского парламента и её лидер постоянно избирается президентом.
30 августа 2023 года в результате военного переворота президент Али Бонго Ондимба был свергнут.